# Bunuški Čifluk
Bunuški Čifluk je naselje u gradu Leskovcu, Jablanički upravni okrug, Srbija. Prema popisu iz 2022. godine u Bunuškom Čifluku je živjelo 483 stanovnika.